# Эгг (остров, США)
Эгг (англ. Egg Island) — один из Лисьих островов, в составе Алеутских островов. Он лежит у восточной оконечности острова Уналашка и недалеко от северо-восточной оконечности острова Седанка. Это самый восточный остров из Алеутских островов. Площадь острова 1,259 км² и он является необитаемым.
Его настоящее имя — это перевод русского названия Яичный, данного лейтенантом Сарычевым.